# Joan Robinson
Joan Violet Robinson (Surrey, Anglaterra, 31 d'octubre del 1903 – Cambridge, 5 d'agost del 1983) fou una economista anglesa postkeynesiana. Filla del general sir Frederich Maurice i esposa del destacat economista E.A.G. Robinson (actual editor de l'Economic Journal), va ser professora d'economia de la Universitat de Cambridge. Participà com a col·laboradora a l'obra màxima de Keynes Teoria general de l'ocupació, l'interès i el diner (1936) rebent el seu grat reconeixement al pròleg del llibre. El 1942 va publicar un assaig sobre economia marxista intentant fer èmfasi en l'essència econòmica de l'obra de Karl Marx. Ara bé, admirada pel creixement econòmic de les dècades del cinquanta i seixanta, el seu treball en l'estudi del creixement econòmic, així com de la teoria del capital són la seva herència més destacada. Això no obstant, va ser al principi de la seva vida laboral, quan mostrà interès en l'àmbit de la competència imperfecta.